# Philip Davis
Philip (Phil) Davis (30 juli 1953) is een  Engels televisie-en filmacteur. Hij trad op in 99 films en televisieseries. Hij trouwde in 2002 met actrice Eve Matheson en zij kregen in dat jaar een dochter Amy Elisabeth. Hij is bekend van hoofdrollen in misdaadseries als Rose and Maloney en Whitechapel. In de laatste jaren speelde hij onder meer in Inspector George Gently (2007) en in Sherlock - "A Study in Pink" (als taxichauffeur Jeff).

## Geselecteerde filmografie
- The Old Curiosity Shop (1975)
- Quadrophenia (1979)
- Bergerac (1981)
- Pink Floyd: The Wall (1982)
- The Bounty (1984)
- Robin of Sherwood (1985-1986)
- High Hopes (1988)
- The Firm (1988)
- Skulduggery (1989) Regisseur en schrijver
- Alien 3 (1992)
- Blue Ice (1992)
- In the Name of the Father (1993)
- ID (1995) ook regisseur
- Secrets & Lies (1996)
- Prime Suspect 5: Errors of Judgment (1996) regisseur
- Photographing Fairies (1997)
- Face (1997)
- Real Women (1998) regisseur
- Births, Marriages and Deaths (1999)
- Hold Back the Night (1999) regisseur
- North Square (2000)
- Nicholas Nickleby (2002)
- Rose and Maloney (2002, 2004–2005)
- White Teeth (2002)
- The Baby Juice Express (2004)
- Vera Drake (2004)
- Bleak House (2005)
- Marple: Sleeping Murder (2006 TV)
- Notes on a Scandal (2006)
- Secret Life (2007)
- Five Days (2007)
- Midsomer Murders (2007)
- Inspector George Gently (2007)
- All About Me (2007)
- Lark Rise to Candleford (2008)
- Ashes to Ashes (2008)
- The Curse of Steptoe (2008) - Wilfred Brambell/Albert Steptoe
- Doctor Who - The Fires of Pompeii (2008) - Lucius Caecilius Iucundus
- Whitechapel (2009)
- Desperate Romantics (2009)
- Collision (2009)
- Sherlock (2010)- "A Study in Pink"  Taxichauffeur  (Jeff)
- Another Year (2010)
- The Big I Am (2010) - Stubbs
- My Family (2010) - Carl
- Brighton Rock - Spicer
- Being Human (2013) - Captain Hatch
- Mr. Holmes (2015) - Inspector Gilbert

- Biblioteca Nacional de España: XX1213911
- Bibliothèque nationale de France: cb14013139z (data)
- Gemeinsame Normdatei: 141483733
- International Standard Name Identifier: 0000 0001 0911 669X
- Library of Congress Control Number: no97042869
- MusicBrainz: 434f76d4-994e-4390-bc0e-bad66c0bddd9
- Nationale Bibliotheek van Tsjechië: jx20071129001
- Nationale Bibliotheek van Israël: 987007597119705171
- Nederlandse Thesaurus van Auteursnamen: 107361515
- Système universitaire de documentation: 095303626
- Virtual International Authority File: 68536057
- WorldCat: E39PBJmP6vQFvKm7dyt9qXTbVC